# Diócesis de Téramo-Atri
La diócesis de Téramo-Atri (en latín: Dioecesis Aprutina seu Teramensis-Hatriensis seu Atriensis y en italiano: Diocesi di Teramo-Atri) es una circunscripción eclesiástica de la Iglesia católica en Italia. Se trata de una diócesis latina, sufragánea de la arquidiócesis de Pescara-Penne. Desde el 23 de noviembre de 2017 su obispo es Lorenzo Leuzzi.

## Territorio y organización

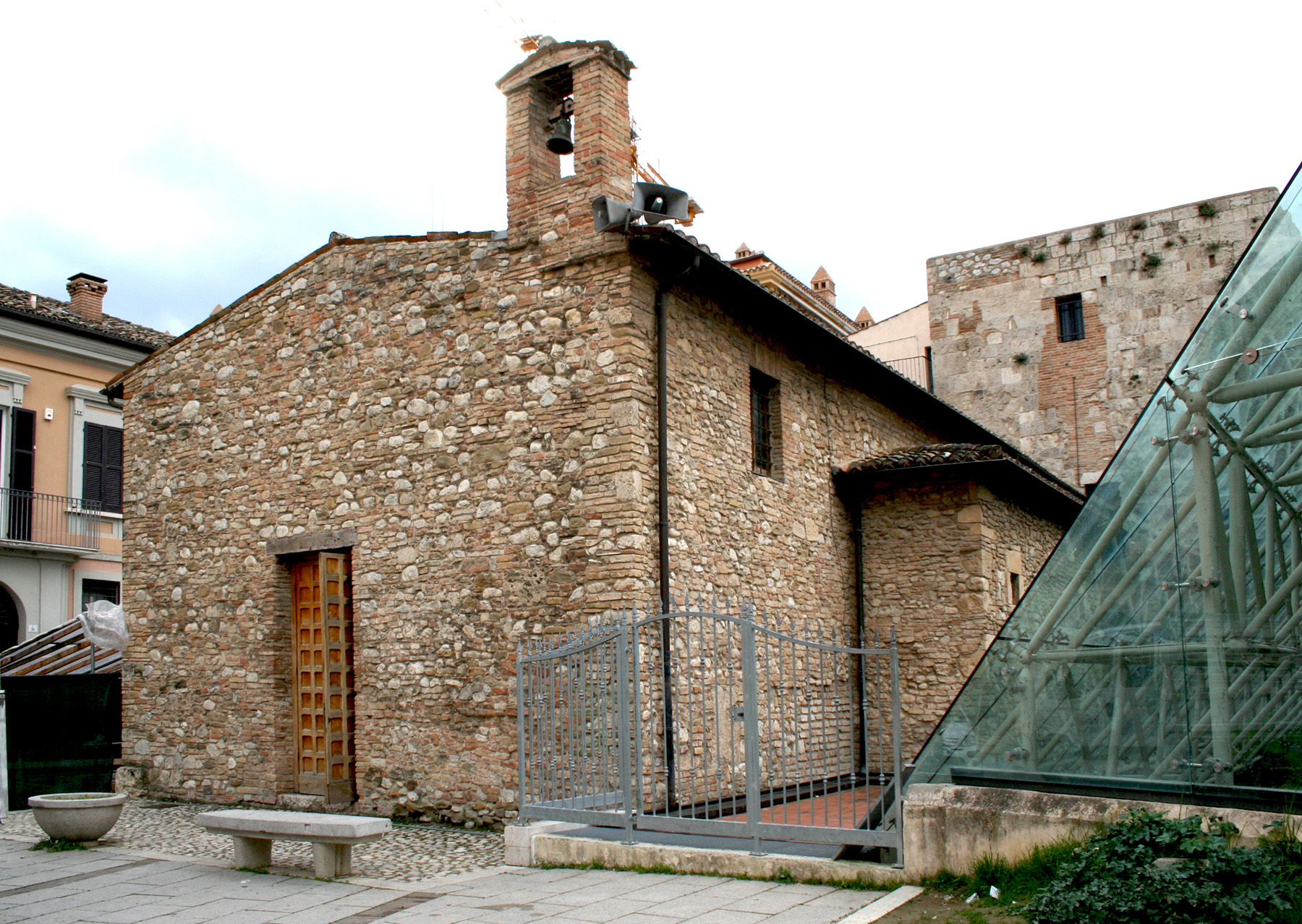
Iglesia de Santa Ana dei Pompetti, excatedral de Santa Maria Aprutiensis, en Téramo

La diócesis tiene 1480 km² y extiende su jurisdicción sobre los fieles católicos de rito latino residentes en 33 comunas de la provincia de Téramo en la región de Abruzos: Alba Adriatica, Atri, Bellante, Campli, Canzano, Castellalto, Castelli, Civitella del Tronto (en parte), Colledara, Controguerra, Corropoli, Cortino, Crognaleto, Fano Adriano, Giulianova, Isola del Gran Sasso d'Italia, Montorio al Vomano, Morro d'Oro, Mosciano Sant'Angelo, Nereto, Notaresco, Pietracamela, Pineto, Rocca Santa Maria, Roseto degli Abruzzi, Sant'Omero, Silvi, Teramo, Torano Nuovo, Torricella Sicura, Tortoreto, Tossicia y Valle Castellana (en parte)

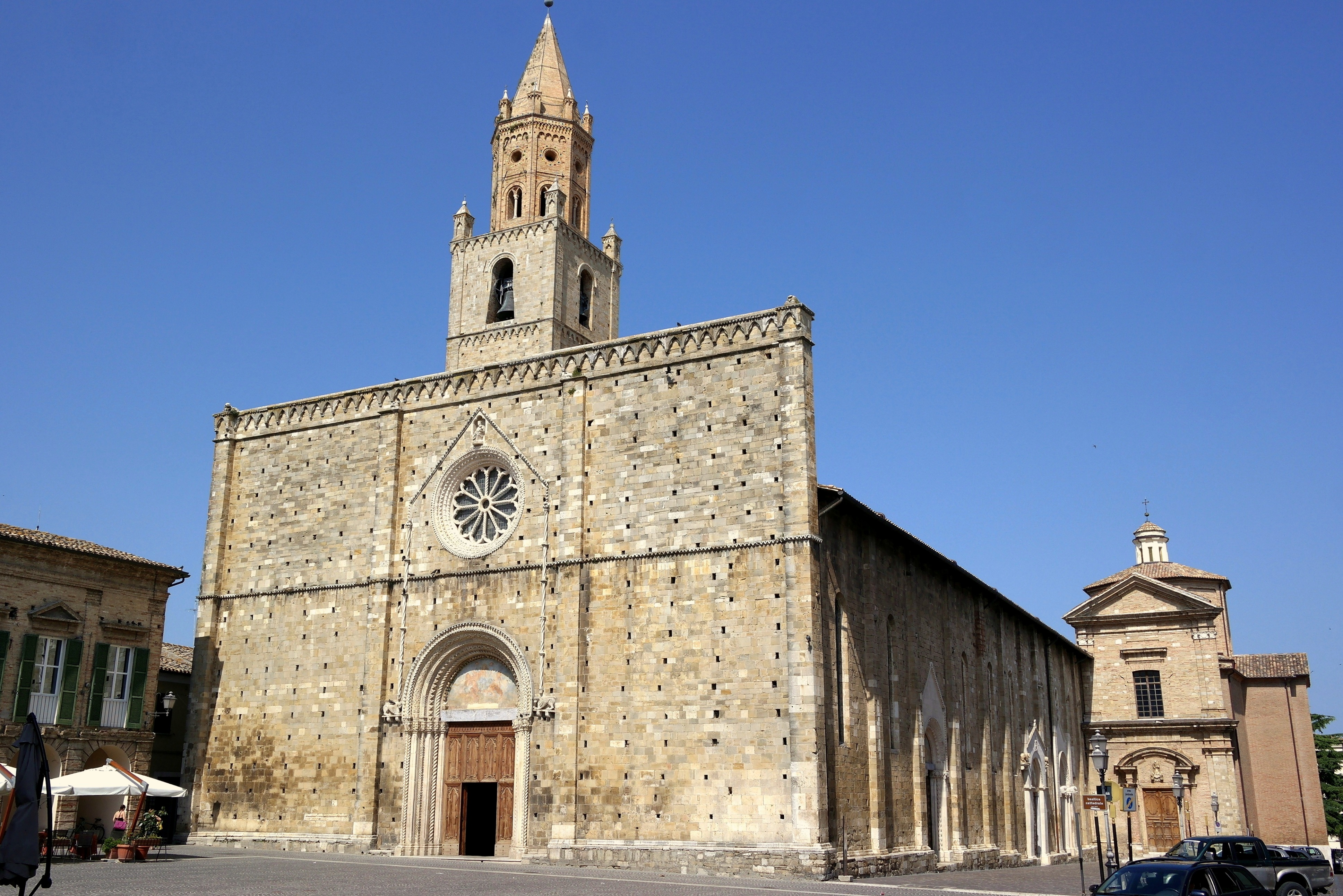
Concatedral basílica de Santa María Asunta, en Atri

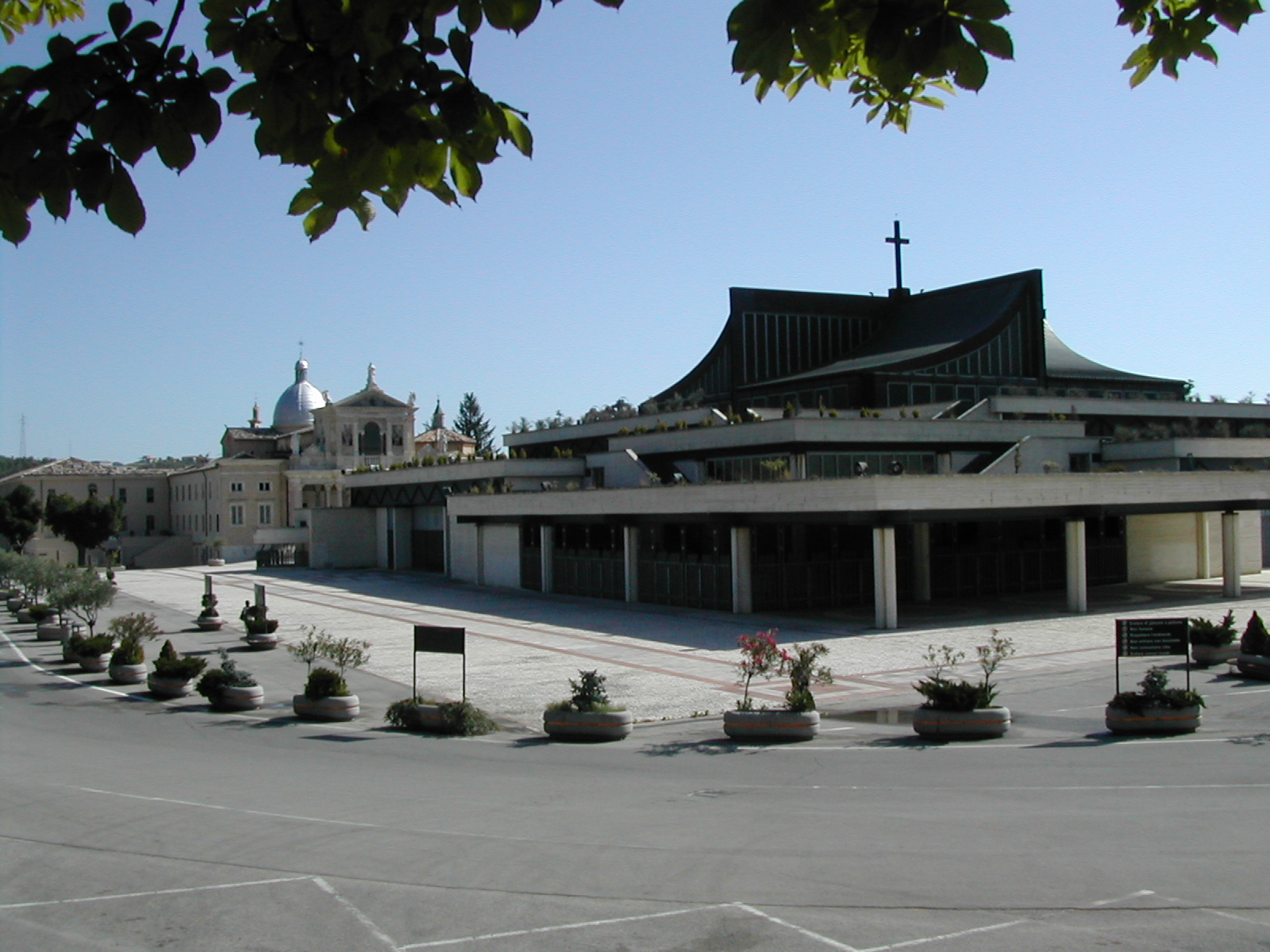
Santuario de San Gabriele dell'Addolorata, en Isola del Gran Sasso d'Italia

La sede de la diócesis se encuentra en la ciudad de Téramo, en donde se halla la Catedral basílica de Santa María Asunta, que fue reconstruida no lejos del sitio de otra anterior que fue destruida con el título de Santa Maria Aprutiensis o Interamnensis, por el obispo Guido II y consagrada en 1176. En Atri se encuentra la Concatedral basílica de Santa María Asunta, mencionada por la primera vez en una bula de 1140 del papa Inocencio II. En el territorio de la diócesis, en Campli, se halla la excatedral de Santa María en Platea (diócesis de Campli), y el santuario de San Gabriele dell'Addolorata, en Isola del Gran Sasso d'Italia.

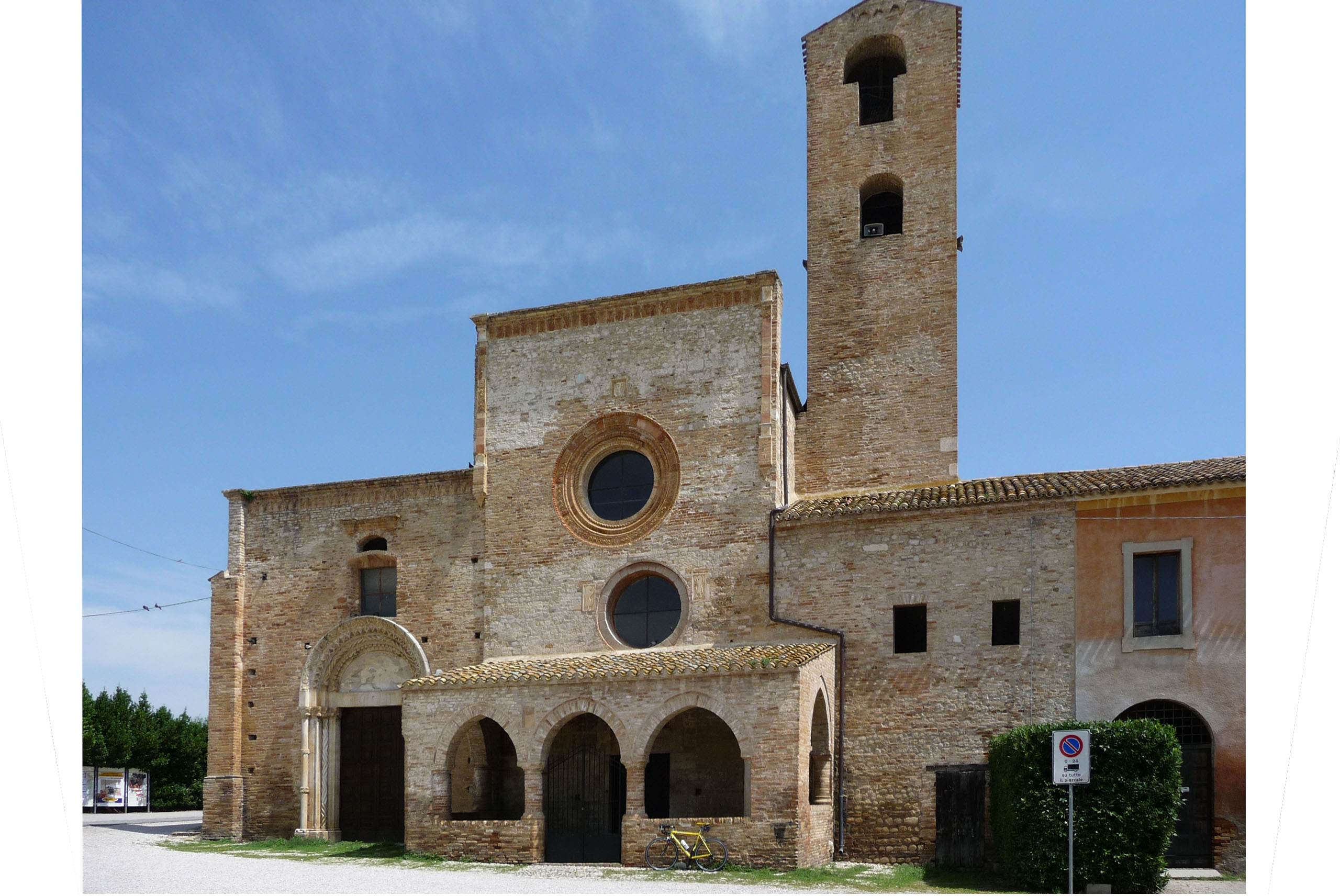
Excatedral de Santa María en Platea, en Campli

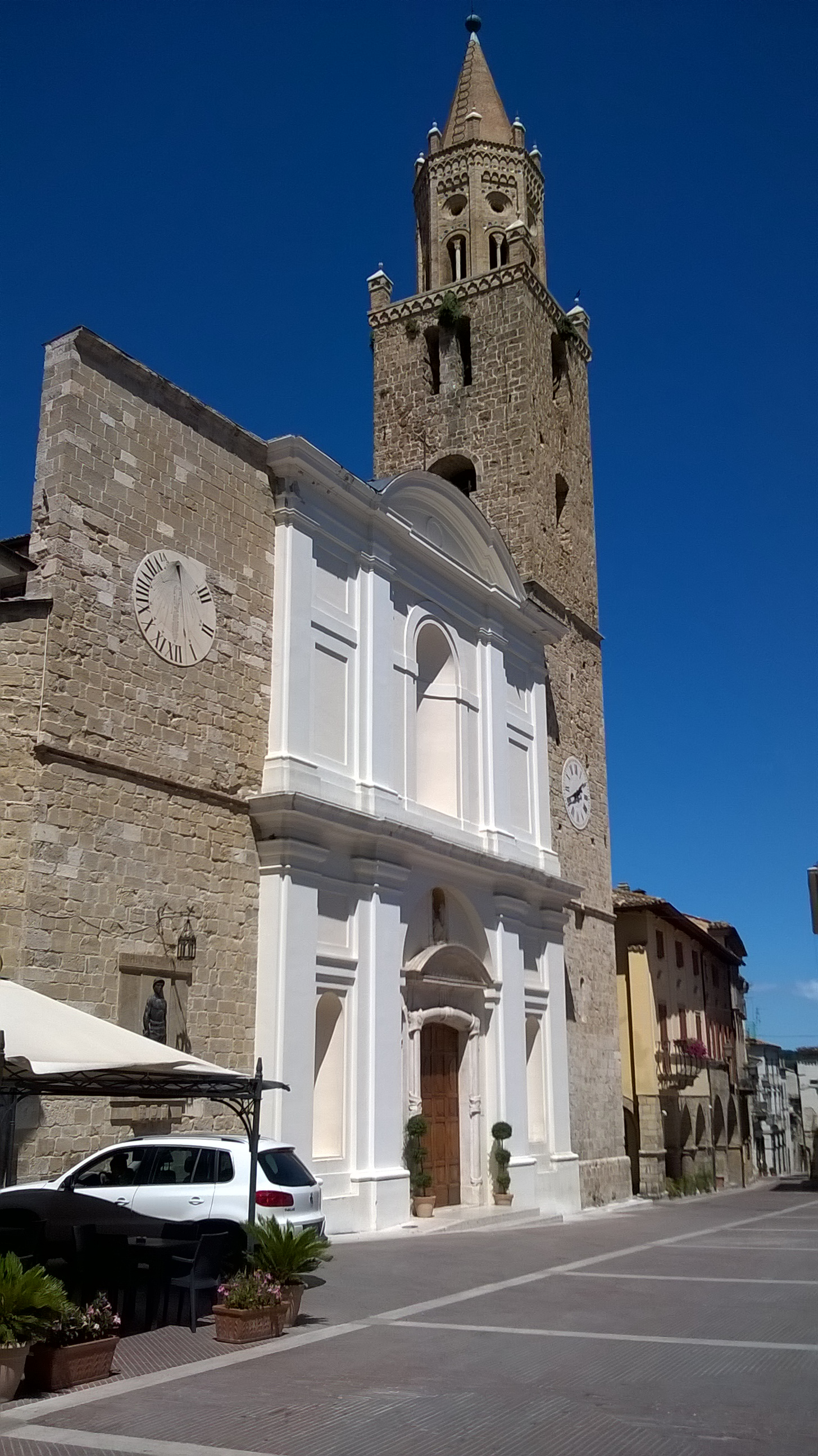
Iglesia abacial de Santa María de Propezzano

En 2022 en la diócesis existían 187 parroquias agrupadas en 7 foranías: Teramo, Atri, Campli, Giulianova, Isola del Gran Sasso d'Italia, Montorio al Vomano y Roseto degli Abruzzi.

## Historia
La diócesis actual nació en 1986 de la unión de dos antiguas sedes episcopales: Téramo, atestiguada desde finales del siglo VI, y Atri, diócesis erigida en 1251.

### Atri
Atri fue elevada a sede episcopal, con territorio separado de la diócesis de Penne, el 1 de abril de 1251 por el legado pontificio cardenal Pietro Capocci por el apoyo dado por la ciudad al papado en la lucha contra los suevos. Al año siguiente, mediante la bula Licet ea del 15 de marzo de 1252, el papa Inocencio IV confirmó esta decisión y erigió la iglesia de Santa María como catedral de la nueva diócesis, inmediatamente sujeta a la Santa Sede. Al mismo tiempo la diócesis se unió aeque principaliter a la diócesis de Penne; esta unión duró hasta 1949.
Durante un breve período de 1526 a 1539, las diócesis unidas de Penne y Atri fueron hechas sufragáneas de la arquidiócesis de Chieti.
«Durante el período postridentino, estuvieron presentes en el territorio ocho conventos (conventuales menores fundados en el siglo XIII; dominicos, celestinos, agustinos descalzos y calzados, menores observantes, en 1445; capuchinos, en 1570; mínimos, casa de prueba para los jesuitas, en 1606), dos monasterios (cistercienses y clarisas, en el siglo XIII), siete cofradías (Santísimo Sacramento, Rosario, Santa Maria delle Grazie, Assunzione, Stigmata di San Francesco, Cinturiati, Suffragio), una casa de empeño y una Hospital de peregrinos (siglo XIII) que quedó abandonado y se convirtió en sede del colegio de los jesuitas, fundado por Claudio Acquaviva.»
El obispo Paolo Odescalchi (1568-1572) fue responsable de la construcción del palacio episcopal de Atri y del establecimiento del seminario diocesano. Estos edificios fueron restaurados en el siglo XIX por el obispo Vincenzo D'Alfonso (1847-1880).
Entre los obispos de Atri se puede mencionar al humanista y erudito Giovanni Battista Valentini Cantalicio (1503-1514); Jacopo Guidi (1561-1568), que redactó algunos decretos del Concilio de Trento; Paolo Odescalchi (1568-1572), Gaspare Burgi (1657-1661) y Giuseppe Spinucci (1668-1695), que convocaron sínodos diocesanos en 1571, 1661 y 1681 respectivamente; Domenico Ricciardone (1818-1845), que restauró la catedral enriqueciéndola con valiosas obras.
El 1 de julio de 1949, mediante la bula Dioecesium circunscriptiones del papa Pío XII, se disolvió la unión entre Atri y Penne y la diócesis de Atri se unió aeque principaliter a la de Téramo.
En el momento de la unión definitiva con Téramo en 1986, la diócesis de Atri incluía sólo tres comunas: Atri, Pineto y Silvi.

### Téramo
Según la tradición, la diócesis de Téramo fue fundada por san Pedro, pero lo más probable es que se originara entre los siglos II y V. La evidencia histórica más antigua de la presencia de una comunidad cristiana en Téramo son los restos de la basílica bizantina, construida en el siglo V, hoy llamada "catedral antigua" o Sant'Anna dei Pompetti, más conocida en fuentes medievales como «Santa María Aprutiensis ».
La primera mención históricamente documentada de la diócesis de Téramo está contenida en una carta de Gregorio Magno del año 598, quien encargó al obispo Passivo de Fermo que visitara la diócesis de Téramo, que permanecía vacante. El mismo papa en 601 designó a Opportunus obispo diocesano: es el primer obispo conocido de la diócesis aprutina. Sin embargo, posteriormente no se tienen más noticias de obispos hasta Segismundo, que participó en la coronación de Luis II por el papa Sergio II en 844.
Entre los principales obispos de Téramo se recuerda a san Bernardo, hoy patrón de la ciudad y de la diócesis. En el siglo XII, un conflicto en las fronteras diocesanas con los obispos de Ascoli Piceno se resolvió con una bula del papa Anastasio IV en 1153, que recuerda que la jurisdicción episcopal del obispo de Téramo se extendía sobre el territorio entre los ríos Tronto y Vomano, las montañas Laga y el mar Adriático.
En 1156 el obispo Guido II recibió del rey Guillermo I de Sicilia todos los derechos feudales sobre la ciudad de Téramo que había ayudado a reconstruir y el título de príncipe de Téramo. Los obispos perdieron sus derechos feudales a principios del siglo XIX, mientras que el título de "príncipe" fue abrogado en 1948. El obispo Guido II también fue responsable de la reconstrucción de la catedral en estilo románico. A mediados del siglo XIII el obispo Mateo I, capturado durante una incursión de los ascolanos, fue luego liberado por intercesión del papa Inocencio IV.
Entre los privilegios particulares de los que disfrutaba el obispo de Téramo, en su calidad de señor y príncipe feudal, estaba el llamado "misa armada". En la primera misa que el nuevo obispo celebró en la diócesis y en las grandes solemnidades, el prelado se presentó ante el altar con una espada al hombro, sobre sus vestimentas litúrgicas, que mantuvo durante toda la celebración; además, junto al altar se exhibieron diversas insignias militares, entre ellas dardos, lanzas, banderas y armas blancas, y en el momento de la elevación de las especies eucarísticas el obispo disparó una pistola. Este escenario también se implementó en el Concilio de Trento, non sine admiratione Patrum, como comenta Ughelli. El último obispo que ejerció el derecho de "misa armada" fue Girolamo Figini Oddi en 1639.
Había numerosos monasterios benedictinos presentes en el territorio diocesano, entre ellos San Clemente al Vomano, Santa Maria a Mare, San Pietro a Campovalano, San Pietro ad Azzano, San Nicolò a Tordino, San Benedetto a Teramo, Sant'Angelo a Marano.
En el siglo XV destacaron en particular dos obispos: el beato Antonio Fatati (1440-1460), que, a pesar de sus numerosos roles civiles, reformó el cabildo catedralicio, convocó un sínodo diocesano y realizó una visita pastoral; Giovanni Antonio Campano (1463-1477), humanista a quien se atribuye el dicho Cultura salvabitur orbis.
El 24 de noviembre de 1586 Téramo cedió una parte de su territorio para la erección de la diócesis de Montalto mediante la bula Super universas del papa Sixto V. El 12 de mayo de 1600 se separó otra porción de su territorio para la recién erigida diócesis de Campli mediante la bula Pro excellenti del papa Clemente VIII. Además, de 1530 a 1795 Santa María en Propezzano y Sant'Angelo en Mosciano fueron erigidas en abadías nullius dioecesis con jurisdicción sobre Morro d'Oro, Mosciano Sant'Angelo y Notaresco; estos centros fueron restablecidos plenamente en el territorio diocesano por el obispo Luigi Maria Pirelli en 1781.
En 1674 el obispo Giuseppe Armeni estableció el seminario episcopal, tras el fracaso del primer intento de Vincenzo Bugiatti da Montesanto, cuyo seminario fue cerrado en 1603 debido al asesinato cometido por un seminarista.
El 27 de junio de 1818, tras el concordato entre la Santa Sede y el Reino de las Dos Sicilias, con la bula De utiliori del papa Pío VII, la diócesis de Téramo se amplió, incorporando el territorio de la suprimida diócesis de Campli.
Del 4 al 8 de septiembre de 1935, Téramo acogió el XI Congreso Eucarístico Nacional Italiano, al que asistió el cardenal Pietro Fumasoni Biondi como legado papal.

### Téramo-Atri
El 1 de julio de 1949, en virtud de la bula Dioecesium circunscriptiones del papa Pío XII, la unión entre Atri y Penne se disolvió y la diócesis de Atri se unió aeque principaliter a Téramo: el obispo de Téramo, Gilla Vincenzo Gremigni, pasó a ser responsable de las diócesis unidas de Téramo y Atri, siempre sujetas a la Santa Sede. Al año siguiente Téramo incorporó a su territorio 27 parroquias de la diócesis de Penne-Pescara, correspondientes a las comunas de Castelli, Fano Adriano, Pietracamela, Isola del Gran Sasso, Tossicia y Colledara mediante el decreto Pars territorii de la Congregación Consistorial.
El 17 de noviembre de 1965, mediante el decreto Quo facilius de la Congregación Consistorial la diócesis de Téramo cedió la comuna de Monsampolo del Tronto a la diócesis de Ascoli Piceno, adquiriendo a cambio las parroquias de Macchia da Sole y Leofara, fracciones de la comuna de Valle Castellana.
El 2 de marzo de 1982 las dos diócesis pasaron a formar parte de la nueva provincia eclesiástica de la arquidiócesis de Pescara-Penne mediante la bula Ad maiorem
El 30 de septiembre de 1986, siendo obispo Abele Conigli, mediante el decreto Instantibus Votis de la Congregación para los Obispos, las diócesis fueron unidas en forma plena (plena unione) asumiendo su nombre actual.

## Estadísticas
Según el Anuario Pontificio 2023 la diócesis tenía a fines de 2022 un total de 218 300 fieles bautizados.
| Año                                                                             | Población            | Población | Población      | Sacerdotes | Sacerdotes    | Sacerdotes    | Bautizados por sacerdote | Diáconos permanentes | Religiosos | Religiosos | Parroquias |
| Año                                                                             | Bautizados católicos | Total     | % de católicos | Total      | Clero secular | Clero regular | Bautizados por sacerdote | Diáconos permanentes | Varones    | Mujeres    | Parroquias |
| ------------------------------------------------------------------------------- | -------------------- | --------- | -------------- | ---------- | ------------- | ------------- | ------------------------ | -------------------- | ---------- | ---------- | ---------- |
| 1950                                                                            | 202 002              | 202 230   | 99.9           | 217        | 179           | 38            | 930                      |                      | 61         | 231        | 165        |
| 1969                                                                            | 211 036              | 213 741   | 98.7           | 236        | 161           | 75            | 894                      |                      | 135        | 294        | 121        |
| 1980                                                                            | 223 000              | 225 000   | 99.1           | 229        | 145           | 84            | 973                      | 1                    | 94         | 288        | 175        |
| 1990                                                                            | 237 000              | 239 000   | 99.2           | 177        | 120           | 57            | 1338                     | 9                    | 62         | 168        | 187        |
| 1999                                                                            | 240 000              | 248 000   | 96.8           | 193        | 123           | 70            | 1243                     | 5                    | 74         | 168        | 207        |
| 2000                                                                            | 240 000              | 248 000   | 96.8           | 190        | 120           | 70            | 1263                     | 12                   | 74         | 168        | 187        |
| 2001                                                                            | 240 000              | 248 000   | 96.8           | 190        | 120           | 70            | 1263                     | 12                   | 74         | 168        | 187        |
| 2002                                                                            | 240 000              | 248 000   | 96.8           | 186        | 116           | 70            | 1290                     | 12                   | 74         | 168        | 187        |
| 2003                                                                            | 240 000              | 248 000   | 96.8           | 186        | 116           | 70            | 1290                     | 11                   | 74         | 168        | 187        |
| 2004                                                                            | 240 000              | 248 000   | 96.8           | 186        | 116           | 70            | 1290                     | 11                   | 73         | 168        | 187        |
| 2010                                                                            | 240 000              | 248 000   | 96.8           | 199        | 121           | 78            | 1206                     | 11                   | 84         | 177        | 187        |
| 2012                                                                            | 262 800              | 250 500   | 95.3           | 144        | 112           | 32            | 1739                     | 11                   | 35         | 127        | 187        |
| 2017                                                                            | 223 481              | 223 950   | 99.8           | 168        | 106           | 62            | 1330                     | 12                   | 64         | 116        | 187        |
| 2020                                                                            | 222 000              | 223 000   | 99.6           | 109        | 108           | 1             | 2036                     | 12                   | 3          | 116        | 187        |
| 2022                                                                            | 218 300              | 220 200   | 99.1           | 152        | 108           | 44            | 1436                     | 12                   | 46         | 116        | 187        |
| Fuente: Catholic-Hierarchy, que a su vez toma los datos del Anuario Pontificio. |                      |           |                |            |               |               |                          |                      |            |            |            |

### Vida consagrada

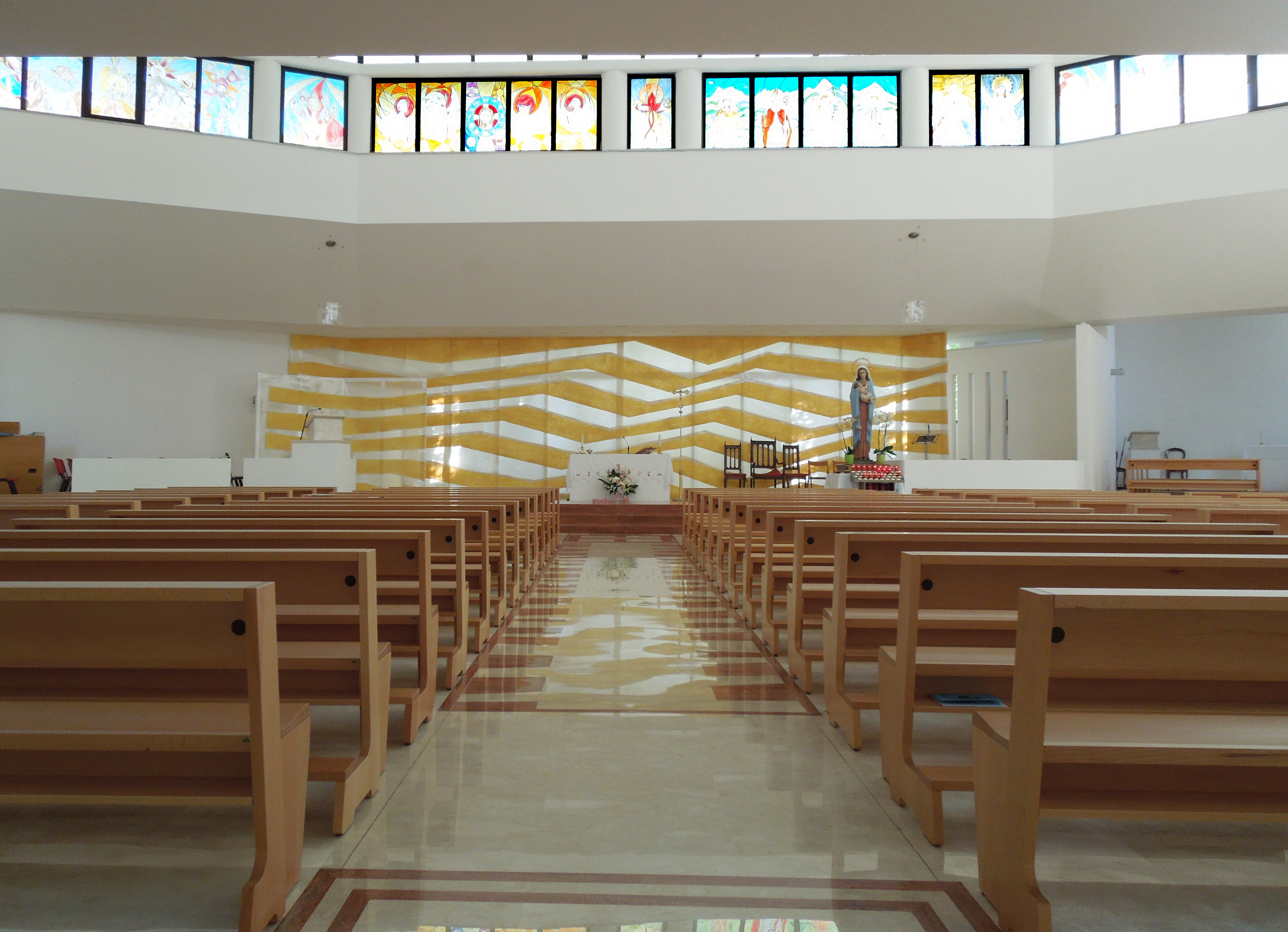
Interior de la iglesia de Nuestra Señora de la Salud en Téramo, regentada por los padres trinitarios

Las comunidades religiosas masculinas presentes en el territorio diocesano son: Orden de la Santísima Trinidad y de los Cautivos (trinitarios), Orden de los Hermanos Menores (franciscanos observantes), Orden de los Hermanos Menores Conventuales, Congregación Benedictina Silvestrina (silvestrinos), Orden de los Hermanos Menores Capuchinos, Congregación de la Pasión (pasionistas), Oblatos de la Virgen María, Sociedad del Divino Salvador (salvatorianos), Congregación de la Sagrada Familia de Nazaret (piamartinos), Instituto de Cristo Rey Sumo Sacerdote y Sociedad de San Pablo.
Las comunidades religiosas femeninas que desarrollan sus actividades pastorales en la diócesis son: Monjas benedictinas, Orden de las Hermanas Pobres de Santa Clara (clarisas), Apóstoles del Sagrado Corazón, Hijas de los Sagrados Corazones de Jesús y María (Instituto Ravasco), Misioneras de la Eucaristía, Religiosas Catequistas de María Santísima (benedictinas), Catequistas de Santa Ana, Hermanas Hijas del amor de Jesús y de María, Hermanas Franciscanas Misioneras de Asís, Hermanas Oblatas del Niño Jesús, Hermanas Pasionistas de San Pablo de la Cruz, Pequeña Misión para los Sordomudos, Hermanas Franciscanas del Corazón de María y Unión de Santa Catalina de Siena de las Misioneras de las Escuelas.
Además de los institutos religiosos, ya mencionados, trabajan en Téramo-Atri, miembros de los siguientes institutos seculares: Familia de María, Pequeña Familia Franciscana y las Hermanas Hijas de Santa Ana de Ranchi.

## Episcopologio

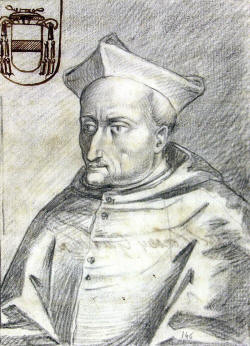
Bartolomeo Guidiccioni ocupó la sede de Téramo de 1539 a 1542

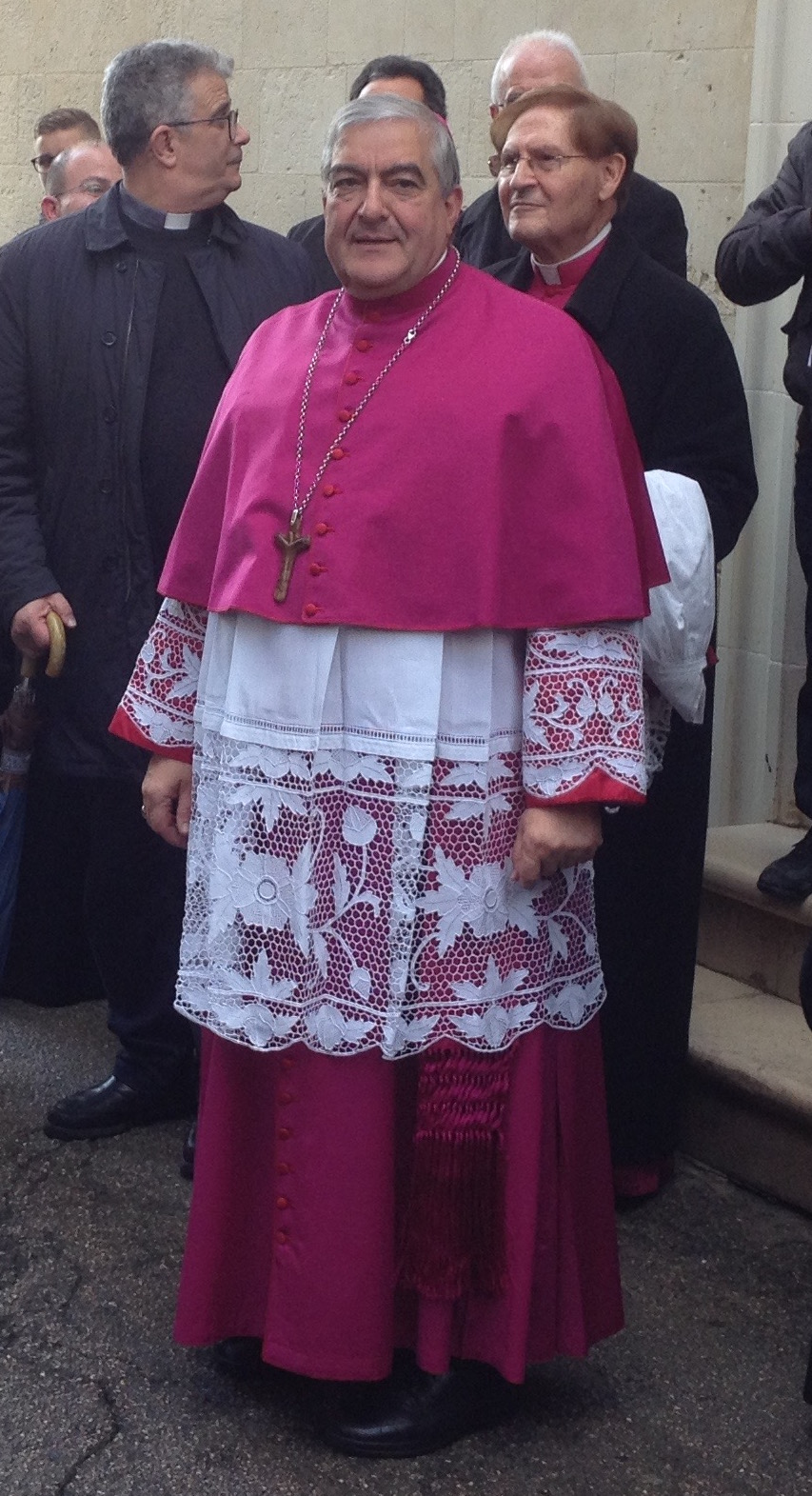
Michele Seccia fue obispo de Téramo-Atri entre 2006 y 2017

### Obispos de Téramo
- Opportuno † (601-?)[nota 4]
- Sigismondo † (mencionado en 844)
- Geremia † (antes de 853-después de 861)
- Giovanni I † (antes de 879[nota 5]-después de 886)
- Ruggero I? † (mencionado en 887)[nota 6]
- Giovanni II † (antes de 891-después de 926)[nota 7]
- Landolfo † (antes de 948-después de 963)[22]
- Pietro I (y Pietro II?)† (antes de 976-después de 1036)[22][nota 8]
- Sansone † (mencionado en 1041)[22]
- Suigero (o Sicherio) † (antes de 1047-después de 1052)[22]
- Pietro III † (antes de 1056-después de 1068)[22]
- Bertoldo † (antes de agosto de 1075)[22]
- Ugone † (mencionado en 1086)[22]
- Guido I † (antes de 1100-después de noviembre de 1101)[22]
- Uberto † (antes de agosto de 1103-después de 1114)[22]
- San Berardo di Pagliara, O.S.B. † (1116-19 de diciembre de 1122 falleció)[22]
- Guido II † (1123-circa 1170 falleció)
- Dionisio † (circa 1170-octubre de 1176 confirmado arzobispo de Amalfi)[23]
- Attone I † (antes de 1179-1204 falleció)[24]
- Matanciano? † (?-1205 falleció)[24]
- Sasso † (antes de 1207-después de 1214)[24]
- Riccardo † (antes de 1218-después de 1219)[24]
- Pietro IV † (1221-después de 1229)[24]
- Silvestro † (1232-1235 falleció)[24]
- Attone II † (1236-1251 falleció)[24]
- Matteo di Bellante † (31 de diciembre de 1252-1267 falleció)[24]
- Gentile da Sulmona † (23 de agosto de 1267-después de 1270)[24]
- Rainaldo de Barili † (18 de julio de 1272-después de 1278 falleció)[24]
- Ruggero II † (16 de noviembre de 1282-después de 1291 falleció[nota 9])
- Francesco † (12 de diciembre de 1295-circa 1301 falleció)
- Rainaldo di Acquaviva † (6 de noviembre de 1301-después de mayo de 1314 falleció)
  - Sede vacante (1314-1317)[25]
- Niccolò degli Arcioni † (27 de junio de 1317-1355 falleció)
- Stefano de Téramo † (31 de julio de 1355-después de mayo de 1363[26] falleció)
- Pietro de Valle † (20 de diciembre de 1363-22 de febrero de 1396 falleció)
- Corrado de' Melatino † (27 de marzo de 1396-después de enero de 1405 falleció)
  - Antonio Melatino † (19 de noviembre de 1405-1407) (administrador apostólico)
- Marino de Tocco † (14 de febrero de 1407-1412 depuesto)
- Stefano da Carrara † (3 de octubre de 1412-29 de octubre de 1427 nombrado obispo de Tricarico)
- Benedetto Guidalotti † (29 de octubre de 1427-7 de enero de 1429 nombrado obispo de Recanati y Macerata)
- Giacomo Cerretani † (7 de enero de 1429-después de julio de 1440 falleció)
- Mansueto Sforza degli Attendoli † (circa 1440/1443)
- Francesco Monaldeschi † (6 de septiembre de 1443-25 de septiembre de 1450 nombrado obispo de Ascoli Piceno)
- Beato Antonio Fatati † (6 de noviembre de 1450-1463 nombrado obispo de Ancona)
- Giovanni Antonio Campano † (23 de mayo de 1463-15 de julio de 1477 falleció)
- Francesco Pietro Luca di Gerona, O.P. † (27 de noviembre de 1477-7 de julio de 1477 falleció)
- Pietro Minutolo † (3 de junio de 1478-2 de diciembre de 1478 falleció)
- Francesco de Perez † (9 de octubre de 1479-26 de enero de 1489 nombrado arzobispo de Tarento)
  - Giovanni Battista Petrucci † (26 de enero de 1489-18 de octubre de 1493 renunció o nominato vescovo de Caserta) (administrador apostólico)
- Filippo Porcelli † (18 de octubre de 1493-1517 falleció)
- Camillo Porzj † (4 de mayo de 1517-1522 falleció)
- Francesco Chieregati † (7 de septiembre de 1522-noviembre de 1539 falleció)
- Bartolomeo Guidiccioni † (12 de diciembre de 1539-22 de marzo de 1542 renunció)
- Bernardino Silverii-Piccolomini † (19 de abril de 1542-13 de abril de 1545 nombrado arzobispo de Sorrento)
  - Giacomo Savelli † (13 de abril de 1545-26 de mayo de 1546 renunció) (administrador apostólico)
- Giovanni Giacomo Barba, O.E.S.A. † (26 de mayo de 1546-3 de julio de 1553 nombrado obispo de Terni)
- Giacomo Silverii-Piccolomini † (30 de agosto de 1553-26 de septiembre de 1581 falleció)
- Giulio Ricci † (13 de noviembre de 1581-3 de julio de 1592 falleció)
- Vincenzo Bugiatti da Montesanto, O.P. † (23 de octubre de 1592-6 de enero de 1609 falleció)
- Giambattista Visconti, O.E.S.A. † (16 de marzo de 1609-11 de mayo de 1638 falleció)
- Girolamo Figini-Oddi † (9 de febrero de 1639-24 de agosto de 1659 falleció)
- Angelo Mausoni † (10 de noviembre de 1659-4 de septiembre de 1665 falleció)
- Filippo Monti † (11 de enero de 1666-2 de junio de 1670 nombrado obispo de Ascoli Piceno)
- Giuseppe Armenj † (28 de julio de 1670-25 de mayo de 1693 falleció)
- Leonardo Cassiani † (24 de agosto de 1693-5 de noviembre de 1715 falleció)
  - Sede vacante (1715-1719)
- Giuseppe Riganti † (29 de marzo de 1719-3 de noviembre de 1720 falleció)
- Francesco Maria Tansi † (16 de julio de 1721-18 de julio de 1723 falleció)
- Pietro Agostino Scorza † (12 de junio de 1724-9 de abril de 1731 nombrado arzobispo de Amalfi)
- Tommaso Alessio de' Rossi † (9 de abril de 1731-6 de enero de 1749 falleció)
- Panfilo Antonio Mazzara † (21 de abril de 1749-30 de agosto de 1766 falleció)
- Ignazio Andrea Sambiase, C.R. † (16 de febrero de 1767-16 de diciembre de 1776 nombrado arzobispo de Conza)
- Luigi Maria Pirelli, C.R. † (17 de febrero de 1777-29 de octubre de 1804 nombrado arzobispo de Trani)
- Francesco Antonio Nanni, C.M. † (26 de junio de 1805-8 de marzo de 1822 renunció)
- Giuseppe Maria Pezzella, O.S.A. † (24 de noviembre de 1823-18 de junio de 1828 renunció)
- Alessandro Berrettini † (5 de julio de 1830-29 de octubre de 1849 falleció)
- Pasquale Taccone † (30 de septiembre de 1850-20 de octubre de 1856 falleció)
- Michele Milella, O.P. † (20 de junio de 1859-2 de abril de 1888 falleció)
- Francesco Trotta † (1 de junio de 1888-enero de 1902 renunció)
- Alessandro Beniamino Zanecchia-Ginnetti, O.C.D. † (13 de julio de 1902-21 de febrero de 1920 falleció)
- Settimio Quadraroli † (26 de agosto de 1921-4 de agosto de 1927 falleció)
- Antonio Micozzi † (23 de diciembre de 1927-4 de septiembre de 1944 falleció)
- Gilla Vincenzo Gremigni, M.S.C. † (18 de enero de 1945-1 de julio de 1949 nombrado obispo de Téramo y Atri)

### Obispos de Téramo y Atri
- Gilla Vincenzo Gremigni, M.S.C. † (1 de julio de 1949-29 de junio de 1951 nombrado obispo de Novara)
- Stanislao Amilcare Battistelli, C.P. † (14 de febrero de 1952-16 de febrero de 1967 retirado[nota 10])
- Abele Conigli † (16 de febrero de 1967-30 de septiembre de 1986 nombrado obispo de Téramo-Atri)

### Obispos de Téramo-Atri
- Abele Conigli † (30 de septiembre de 1986-31 de diciembre de 1988 retirado)
- Antonio Nuzzi † (31 de diciembre de 1988-24 de agosto de 2002 retirado)
- Vincenzo D'Addario † (24 de agosto de 2002-1 de diciembre de 2005 falleció)
- Michele Seccia (24 de junio de 2006-29 de septiembre de 2017 nombrado arzobispo de Lecce)
- Lorenzo Leuzzi, desde el 23 de noviembre de 2017